# Camp Cucamonga
Camp Cucamonga er en amerikansk film fra 1990 af Roger Duchowny.

## Medvirkende
- John Ratzenberger som Marvin Schector
- Brian Robbins som Roger Burke
- Jennifer Aniston som Ava Schector
- Chad Allen som Frankie Calloway
- Candace Cameron Bure som Amber Lewis
- Danica McKellar som Lindsey Scott
- Josh Saviano som Max Plotkin
- Tasha Scott som Jennifer
- Jaleel White som Dennis Brooks